# Кере (Грузия)
Кере (груз. ქერე) — село в Грузии, на территории Горийского муниципалитета края (мхаре) Шида-Картли.

## География
Село находится в центральной части Грузии, на берегах Тирифонского канала, на расстоянии приблизительно 19 километров (по прямой) к северу от города Гори, административного центра муниципалитета. Абсолютная высота — 841 метр над уровнем моря.

## Население
По результатам официальной переписи населения 2014 года в Кере проживало 709 человек (345 мужчин и 364 женщины). В национальной структуре населения грузины составляли 99,3 %, осетины — 0,4 %.
| Год  | Население, человек |
| ---- | ------------------ |
| 2002 | 811                |
| 2014 | ↘ 709              |